# پاملا، یا پاداش پاکدامنی
پاملا، یا پاداش پاکدامنی (به انگلیسی: Pamela; or, Virtue Rewarded) رمانی از ساموئل ریچاردسون است که در سال ۱۷۴۰ نوشته شد. پاملا مثل اثر قبلی ریچاردسون، یعنی کلاریسا (۴۸–۱۷۴۷) که تراژیک و همچنین طولانی‌تر است، رمان نامه‌نگارانه به حساب می‌آید؛ به عبارت دیگر، روایت ادبی به‌طور کلی به شکل مبادلهٔ نامه‌های مختلف به نگارش درآمده است. صاحبنظران به اتفاق آرا معتقدند که افتخار نگارش اولین رمانِ شخصیت‌محور یا «رمان روانشناختی» انگلیسی، باید از آنِ ساموئل ریچاردسون به خاطر نوشتن رمان پاملا باشد. پاملا، داستانِ یک زن جوان احساساتی و در عین حال زیرک است که با پاسداری محتاطانه از نجابت خویش که همواره مورد تهاجم است، موفق می‌شود به جای دخترِ خدمتکار و بی‌بند و بارِ یک اشراف‌زادهٔ جوان و سرکش، خودش به همسری او درآید. داستان‌های رابینسون کروزوئه و سفرهای گالیور داستان‌هایی هستند که سعی دارند تخیل را به واقعیت نزدیک کنند. در ادامه تلاش نویسندگان برای کسب اعتبار عمومی، برای اولین بار در اواسط قرن ۱۸ میلادی، ساموئل ریچاردسون با نوشتن این رمان رئالیستی، توانست برای اولین بار واقعیت و تخیل را چنان به هم گره بزند که ضمیر جمعی اروپا نتواند کوچک‌ترین شکی به حقیقی نبودن داستان پاملا ببرد. تأکید ساموئل ریچاردسون بر واقعی بودن داستان با وضوح تمام روی جلد کتاب نیز تصریح شده است. نویسنده مدعی شده است که رمان پاملا در حقیقت مجموعه مستندی است از نامه‌هایی که قهرمان قصه برای خانواده خود نوشته است.

## شیرین و پاملا
پاملا، شباهت‌های فراوانی با منظومه خسرو و شیرین نظامی گنجوی دارد. در هردو داستان مردی ثروتمند، مشهور و هوسباز در پی کامجویی از شخصیت زن داستان است و شخصیت زن هرچند در عمق وجود خود عاشق مرد مقابل است ولی در برابر هوسبازی‌های او مقاومت می‌کند و خواستار ازدواج رسمی است. سرانجام شخصیت مذکر به ازدواج رسمی با زن مورد علاقهٔ خود تن می‌دهد و عشق سبب تحول تدریجی و مثبت در او می‌شود. در واقع مضمون اصلی هردو اثر پیروزی بردباری، عفت و پاکدامنی بر خودکامگی و هوسبازی است.